# Courcelles-sous-Moyencourt
Courcelles-sous-Moyencourt település Franciaországban, Somme megyében. Lakosainak száma 158 fő (2022. január 1.). Courcelles-sous-Moyencourt Bussy-lès-Poix, Fresnoy-au-Val, Moyencourt-lès-Poix és Quevauvillers községekkel határos.

## Népesség
A település népességének változása:
| Lakosok száma | 120  | 127  | 136  | 139  | 144  | 144  | 147  | 152  | 158  |
|               | 2013 | 2015 | 2016 | 2017 | 2018 | 2019 | 2020 | 2021 | 2022 |